# Ronald Spelbos
Ronald Spelbos (født 8. juli 1954 i Utrecht, Holland) er en tidligere hollandsk fodboldspiller og -træner, der spillede som midterforsvarer. Han var på klubplan tilknyttet AZ Alkmaar og Ajax i hjemlandet samt belgiske Club Brugge. Med AZ var han med til at vinde et hollandsk mesterskab og tre pokaltitler, mens det med Ajax blev til yderligere et mesterskab, to pokaltitler samt en triumf i Pokalvindernes Europa Cup.
Spelbos spillede desuden 21 kampe for det hollandske landshold, hvori han scorede ét mål. Han debuterede for holdet 10. september 1980 i et opgør mod Irland.
Efter sit karrierestop fungerede Spelbos som træner for henholdsvis NAC Breda, Vitesse og FC Utrecht.

## Titler
Æresdivisionen
- 1981 med AZ
- 1985 med Ajax

KNVB Cup
- 1978, 1981 og 1982 med AZ
- 1986 og 1987 med Ajax

Pokalvindernes Europa Cup
- 1987 med Ajax